# الاهتمامات الخاصة (التوحد)

فن التوحد الذي يصور اهتمامًا خاصًا بالقطط

الاهتمامات الخاصة هي اهتمامات شديدة التركيز شائعة لدى المصابين بالتوحد. وهي أكثر كثافة من الاهتمامات التقليدية، مثل الهوايات، وقد تشغل جزءًا كبيرًا من وقت فراغ الشخص. غالبًا ما يُركز الشخص ذو الاهتمام الخاص على اهتمامه الخاص لساعات، ويرغب في تعلم أكبر قدر ممكن عن الموضوع، ويجمع أشياءً ذات صلة، ويدمج اهتمامه الخاص في اللعب والفن. من المرجح أن تُعتبر بعض الاهتمامات اهتمامات خاصة إذا كانت غير عادية أو محددة أو متخصصة بشكل خاص. يقول دعاة حقوق التوحد وعلماء النفس إن هذا التصنيف الثنائي بين "الشغف" المقبول و"الهواجس" المرضية غير عادل. استُخدمت مصطلحات مثل الاهتمامات المقيدة، والهواجس، أو الاهتمامات المقيدة تاريخيًا لوصف الاهتمامات الخاصة، لكن دعاة حقوق التوحد لا يُشجعون على استخدام هذه المصطلحات.
يتم الخلط أحيانًا بين الاهتمامات الخاصة والاهتمام المفرط. عادةً ما تكون الاهتمامات المفرطة عبارة عن فترات قصيرة الأمد من الاهتمام القوي بموضوع ما على مدار بضعة أيام إلى أشهر وهي شائعة بشكل خاص لدى الأشخاص المصابين باضطراب نقص الانتباه وفرط النشاط، بينما تكون الاهتمامات الخاصة أكثر شيوعًا بين الأشخاص المصابين بالتوحد وتستمر لفترات أطول من الزمن، عادةً سنوات.

## الحدوث والتطور
حوالي 75-90% من المصابين بالتوحد يطورون اهتمامًا خاصًا، مع ادعاء بعض الدراسات أن النسبة تصل إلى 95%. غالبًا ما تتطور الاهتمامات الخاصة بين سن سنة وأربع سنوات ولكنها قد لا تتطور حتى سن الرشد. تبدأ العديد من الاهتمامات الخاصة لدى الأطفال كافتتان بجسم معين (مثل توماس المحرك) ثم تتطور لاحقًا إلى اهتمام بموضوع معين (مثل القطارات). قد يتغير الاهتمام الخاص بمرور الوقت أو يستمر طوال حياة الشخص. وجدت دراسة استقصائية أجريت عام 2014 أن متوسط عدد الاهتمامات الخاصة التي يمتلكها الشخص المصاب بالتوحد هو 2، ومتوسط العمر هو 13 عامًا. وجدت دراسة تجريبية أجريت عام 2021 أن متوسط عدد الاهتمامات الخاصة الحالية المبلغ عنها كان تسعة.
كتب الطبيب النفسي الفرنسي جان إتيان دومينيك إسكيرول عن اهتمامات خاصة مكثفة في عام 1827. وقد ربطها طبيب الأطفال السوفيتي جرونيا سوخاريفا بحالة تعتبر اليوم التوحد في عام 1925. في نوفمبر 1940، نشرت لوريتا بيندر وبول شيلدر ورقة بحثية ركزت على هذا الموضوع. كما كتب معاصرو بيندر وشيلدر مثل هانز أسبرجر وليو كانر عن هذه المسألة، والتي كانت مهمة لتطوير الوعي بالتوحد.
كانت الاهتمامات الخاصة لاحقًا إحدى السمات المدرجة عند ظهور التوحد لأول مرة في الدليل التشخيصي والإحصائي للاضطرابات النفسية في عام 1980. تم إدراج الاهتمامات الخاصة كسمة تشخيصية للتوحد في الدليل التشخيصي والإحصائي للاضطرابات النفسية (الطبعة الخامسة) الحالي، ووصفها بأنها "اهتمامات مقيدة للغاية وثابتة غير طبيعية في شدتها أو تركيزها (على سبيل المثال، التعلق القوي أو الانشغال بأشياء غير عادية، أو اهتمامات مقيدة أو مثابرة بشكل مفرط)". يسرد المراجعة الحادية عشرة للتصنيف الدولي للأمراض الاهتمامات الخاصة كجزء من فئة أوسع في معايير التشخيص الخاصة به، ووصفها بأنها "انشغال مستمر بواحد أو أكثر من الاهتمامات الخاصة، أو أجزاء من الأشياء، أو أنواع معينة من المحفزات (بما في ذلك الوسائط) أو ارتباط قوي بشكل غير عادي بأشياء معينة".
المجالات المشتركة ذات الاهتمام الخاص هي النقل والحيوانات والرياضة والثقافة الشعبية.

## الارتباط
إن الانخراط في اهتمامات خاصة يمكن أن يجلب للأشخاص المصابين بالتوحد فرحة كبيرة ويقضي العديد من المصابين بالتوحد قدرًا كبيرًا من الوقت منخرطين في اهتماماتهم الخاصة. وقد ثبت أن الانخراط في الاهتمامات الخاصة لدى البالغين له نتائج إيجابية على الصحة العقلية، واحترام الذات، ويمكن استخدامه لإدارة التوتر.
يمكن أن تتداخل الاهتمامات الخاصة أحيانًا مع مجالات أخرى من حياة الشخص، مثل المدرسة. في الأطفال، ثبت أن دمج اهتمام الطفل الخاص في تعليمهم يحسن نتائج التعلم، ويزيد من الاهتمام بموضوعات التعلم ويعلم سلوكيات مثل الروح الرياضية. وقد ثبت أن الطلاب يكتبون بشكل أفضل عند الكتابة عن اهتمامهم الخاص مقارنة بموضوع التحكم. أظهرت دراسة أجريت عام 2022 أن 25٪ من الأشخاص المصابين بالتوحد الذين عملوا لديهم وظائف في مجال اهتمامهم الخاص وأن البالغين الذين لديهم اهتمامات خاصة قابلة للتوظيف قد يكون لديهم نتائج توظيف أفضل. قد تؤدي الاهتمامات الخاصة إلى أن يصبح الناس أطفالًا معجزة أو علماء في مجال اهتمامهم.
التفاعل الاجتماعي
إن تشجيع مناقشة الاهتمامات الخاصة يمكن أن يساعد الأشخاص المصابين بالتوحد على تطوير المهارات الاجتماعية ومساعدتهم في العثور على مجتمعات اجتماعية. يشجع مؤيدو قبول التوحد الأشخاص المصابين بالتوحد على احتضان اهتماماتهم الخاصة، طالما أنها لا تتداخل مع أجزاء أخرى من حياة الشخص. يمكن للأشخاص المصابين بالتوحد استخدام الاهتمامات الخاصة كوسيلة لفهم العالم والأشخاص غير المصابين بالتوحد.
قد تؤدي الاهتمامات الخاصة إلى صعوبات اجتماعية إذا لم يرغب الشخص في مناقشة أي موضوع آخر، وقد تصبح المحادثات من جانب واحد وخاصة عند إلقاء المعلومات. قد يُنظر إلى بعض الاهتمامات الخاصة على أنها غير عادية، مثل الاهتمام بأعمدة الكهرباء التي يُنظر إليها على أنها أغرب من الاهتمام بالخيول أو فرق كرة القدم. قد يتعمد الأشخاص المصابون بالتوحد الذين يدركون ذلك منع أنفسهم من الحديث عن اهتمامهم الخاص كشكل من أشكال الإخفاء، وخاصة إذا تعرضوا للسخرية بسبب اهتمامهم في الماضي. قد يُنظر إلى الاهتمامات الخاصة الأخرى على أنها غير نمطية بالنسبة لعمر الشخص.

## الأمثلة
عزت الناشطة البيئية غريتا ثونبرغ نجاحها إلى اهتماماتها الخاصة. أوضحت لصحيفة الغارديان في عام 2021، "لدى الكثير من المصابين بالتوحد اهتمام خاص يمكنهم الجلوس والقيام به إلى الأبد دون الشعور بالملل. إنه أمر مفيد للغاية في بعض الأحيان إذا شعرت أن لديك هدفًا، فيمكن أن يكون شيئًا يمكنك استخدامه للخير، وأعتقد أنني أفعل ذلك الآن".